# Амур (стадион, Благовещенск)
«Амур» — стадион в Благовещенске. Расположен в западной части города по адресу: Амурская область, г. Благовещенск, ул. Ленина, д. 160.
Сооружение было построено в 1974 году. На нём проводили домашние матчи благовещенские футбольные клубы «Амур» и «Амур-2010».

## Реконструкция
В 2009 году завершена реконструкция стадиона, после чего он может принимать соревнования по легкой атлетике самого высокого уровня. Также проводятся соревнования Высшей лиги России по ледовому спидвею. После установки пластиковых сидений вместимость стадиона сократилась с 18000 до 13500 мест.